# アサヒヒョウモン
アサヒヒョウモン（旭豹紋、学名：Clossiana freija）は、チョウ目（鱗翅目）タテハチョウ科ヒョウモンチョウ族に分類されるチョウの1種。北極圏を取り巻くように広く分布（周極要素と言う）するが、日本では北海道大雪山系だけに分布する小型のチョウである。

## 特徴
成虫の前翅長は20mm前後。大型のシジミチョウくらいの大きさで、日本産ヒョウモンチョウ類では最小種である。
体は褐色の長い毛に覆われる。翅の表側は黄色地に黒の斑点があるが、翅のつけ根は褐色で毛深く、後翅の褐色部分は中央部まで及ぶ。前翅の裏側は黄色だが後翅の裏側は赤褐色で、つけ根に三角形の白斑、中央部に白い縦帯、外縁に三角形の小さな白斑がある。これらの白色部は黒で縁取られる。
北ヨーロッパからシベリア、アラスカ、カナダまで、北極圏周辺部の寒帯域に広く分布するが、ロッキー山脈など亜寒帯域の高山にも隔離分布する。これらはライチョウなどと同様で、氷期に分布を広げたものが温暖化で高山だけに生き残った遺存種と考えられている。北海道・大雪山系もその隔離分布地の一つで、日本の他地域では見られない。
分布域の中でいくつかの亜種があり、このうち大雪山のものは亜種 C. f. asahidakeana Matsumura, 1926 とされている。和名、亜種名とも大雪山の主峰・旭岳に由来する。 
大雪山では成虫は年1回だけ、7月-8月に発生する。岩場や草原上を飛び、短い夏に咲く各種の高山植物の花を訪れる。幼虫はツツジ科のキバナシャクナゲ、ガンコウランなどを食草とする。

## 保全状況評価
大雪山系の生息地は隔離分布地として重要だが、生息地は狭い範囲に限られ、わずかな環境の変化で絶滅する危険がある。日本では1965年に種指定の天然記念物に指定され、採集は禁止されている。
- 日本国指定の天然記念物 - 1965年
- 準絶滅危惧（NT）（環境省レッドリスト）

 - 2000年
- 北海道レッドデータブック希少種（R） - 2001年